# Luigi Caffarelli
Luigi Caffarelli (Napoli, 7 luglio 1962) è un dirigente sportivo, allenatore di calcio ed ex calciatore italiano, di ruolo centrocampista.

## Carriera

### Giocatore
Cresciuto nel settore giovanile del Napoli, nel 1982 fu ceduto in prestito alla Cavese, in Serie B dove conta una presenza in nazionale Serie B. Tornato a Napoli la stagione successiva, rimase in azzurro dal 1983 al 1987. Nella stagione 1984-1985 fu premiato dall'Associazione Italiana  Napoli Club come calciatore con il miglior rendimento nel campionato.  Nella stagione del primo scudetto partenopeo collezionò 21 presenze e 3 gol. In totale col Napoli mise a referto 101 presenze e 9 gol.
Lasciato il capoluogo campano, si trasferì all'Udinese, dove disputò il campionato 1987-1988. Dal 1988 al 1991 vestì la maglia del Pescara, subendo la retrocessione in Serie B nel 1989. Concluse la carriera in Serie C2 all'Avezzano, dopo una stagione nella medesima categoria al Giulianova e finita con la retrocessione in Serie D.

### Allenatore e dirigente
A settembre del 1996 diventa tecnico delle squadre giovanili del Napoli. Nel 2004, dopo il fallimento della società azzurra di Salvatore Naldi, Aurelio De Laurentiis ne rileva il titolo sportivo e Caffarelli diventa allenatore della formazione Berretti; dal 2005 al 2007 passa alla formazione Primavera.Dal 2007 al 2009 diventa osservatore in prima squadra con il dir generale Pier Paolo Marino. 
Nell'estate del 2009 diventa responsabile del settore giovanile del Napoli. Dal 2012 passa all'incarico di responsabile dello scouting delle giovanili del club campano.

## Palmares

### Giocatore

#### Competizioni giovanili
- Campionato Primavera: 1

Napoli: 1978-1979

#### Competizioni nazionali
- Campionato italiano: 1

Napoli: 1986-1987
- Coppa Italia: 1

Napoli: 1986-1987